# Województwo łęczyckie
Województwo łęczyckie (łac. Palatinatus Lanciciensis) – jednostka terytorialna Korony Królestwa Polskiego, później Rzeczypospolitej Obojga Narodów, tworząca prowincję wielkopolską, obejmująca powierzchnię 4378,22 km², posiadająca 3 powiaty. Siedzibą wojewody i miejscem odbywania się sejmików ziemskich była Łęczyca.
Województwo łęczyckie utworzył Władysław I Łokietek po przyłączeniu księstwa łęczyckiego do Korony po śmierci ostatniego księcia łęczyckiego w 1352 r.
W drugiej połowie XIV w. powstały powiaty, a w województwie łęczyckim wydzielono trzy: łęczycki, orłowski i brzeziński. Obszar powiatów pokrywał się z obszarami parafii, które pozwalały wytyczyć granice jednostek administracji państwowej. Granica powiatu łęczyckiego biegła wówczas w okolicach Piątku, na południowy wschód od Zgierza, na północ od Łodzi, na południowy zachód od Kazimierza i Kałowa, na zachód od Poddębic, na południe od Goraja i Dąbia, na zachód od Grzegorzewa, na północ od Kłodawy, na północny wschód od Dąbrowic i wschód od Krośniewic.
Senatorów miało 5, to jest większych 2: wojewoda i kasztelan łęczyccy, mniejszych 3, kasztelanowie: brzeziński, inowłodzki i konarski. Dzieliło się na trzy powiaty: łęczycki, brzeziński i orłowski. W 1791 roku Sejm Czteroletni utworzył w województwie łęczyckim powiat inowłodzki (Inowłódz).
Miastem sejmikowym była Łęczyca, gdzie obierano na sejmy posłów 4, a deputatów trybunalskich 2. Herb województwa przedstawiał pół lwa czerwonego na białym polu i pół orła białego w czerwonym polu, zwróconych do siebie grzbietami uwieńczonych jedną koroną. Mundur sejmowy tego województwa był ten sam co sieradzkiego i gnieźnieńskiego, tj. kontusz karmazynowy, wyłogi granatowe i żupan biały.

## Zobacz też

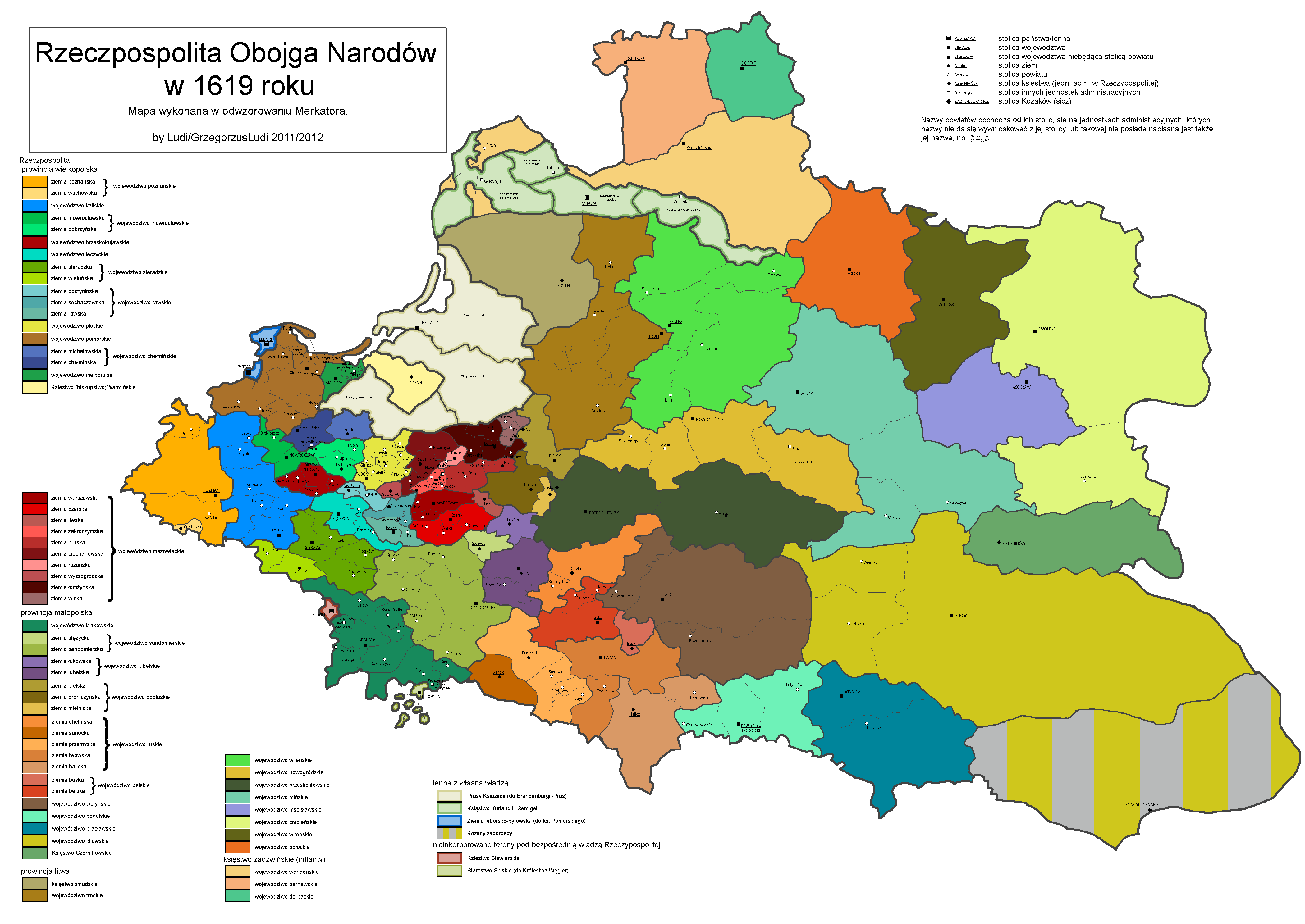
Mapa Rzeczypospolitej Obojga Narodów w 1619 roku. Podział na województwa, ziemie i powiaty.

## Terytorium

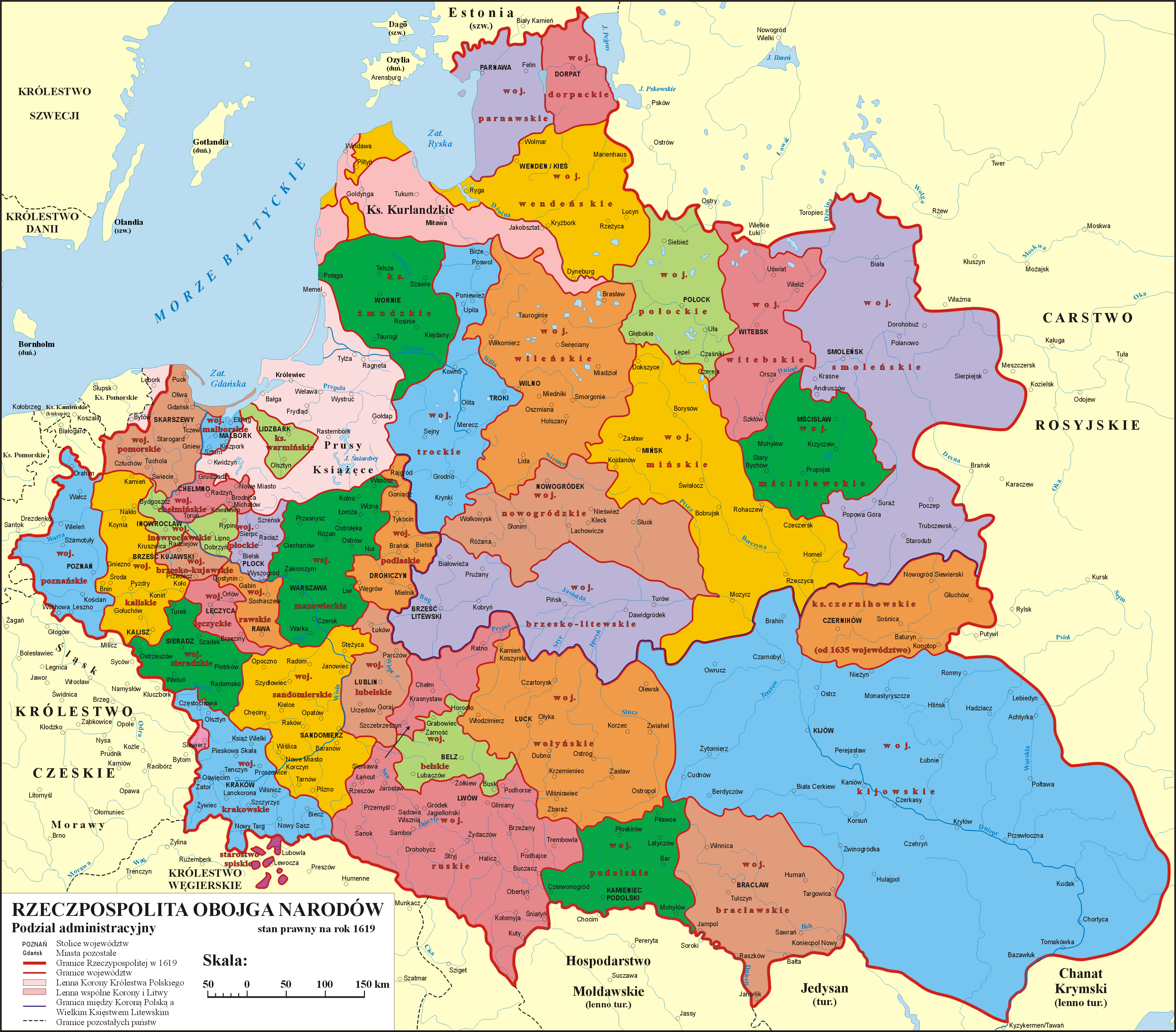
Podział administracyjny Rzeczypospolitej Obojga Narodów w 1619 r.

| Powiat                | Powierzchnia w mil² | Powierzchnia w km² |
| --------------------- | ------------------- | ------------------ |
| powiat brzeziński     | 23,62               | 1300,85            |
| powiat łęczycki       | 44,45               | 2447,59            |
| powiat orłowski       | 11,43               | 629,76             |
| Razem (województwo) Σ | 79,50               | 4378,22            |